# San Andrés Ixtlahuaca
San Andrés Ixtlahuaca è un comune del Messico, situato nello stato di Oaxaca.